# Grand Champ
Grand Champ is het vijfde album van de Amerikaanse rapper DMX. Het album is in 2003 uitgebracht en bevat de controversiële single Where The Hood At? evenals het nummer Get It On The Floor. In de Amerikaanse hitlijst debuuteerde het, net zoals zijn vorige albums, op nummer 1.
Het album heeft meer wisselende muziekstijlen dan zijn vorige albums. Zijn bekende hardcore rap wordt afgewisseld met R&B-nummers. Ook gebruikt DMX vele gastartiesten op het album zoals 50 Cent, Jadakiss en Eve. Op het album staan meerdere diss tracks (of delen van tracks) in de richting van Ja Rule, zijn voormalige vriend. Een van die nummers (Ruled Out) haalde zelfs het album niet omdat Def Jam Records vond dat het lied te ver ging.
De ‘UK Special Edition’ bevat ook een nummer 24: de single X Gonna Give It To Ya, die op de soundtrack van de film Cradle 2 The Grave staat.

## Tracks
1. "Dog Intro"
2. "My Life" (Ft. Chinky)
3. "Where the Hood At"
4. "Dogs Out"
5. "Get It On The Floor" (Ft. Swizz Beatz)
6. "Come Prepared" (Skit)
7. "Shot Down" (Ft. Styles P & 50 Cent)
8. "Bring the Noize"
9. "Untouchable" (Ft. Sheek, Drag-On, Syleena Johnson, Infa-Red and Cross)
10. "Fuck Y'all"
11. "Ruff Radio" (Skit)
12. "We're Back" (Ft. Jadakiss & Eve)
13. "Ruff Radio 2" (Skit)
14. "Rob All Night (If I'm Gonna Rob)"
15. "We Go Hard" (Ft. Cam'Ron)
16. "We 'Bout to Blow" (Ft. Big Stan)
17. "The Rain"
18. "Gotta Go" (Skit)
19. "Don't Gotta Go Home" (Ft. Monica)
20. "A'Yo Kato" (Ft. Magic and Val)
21. "Thank You" (Ft. Patti LaBelle)
22. "The Prayer V"
23. "On Top" (Ft. Big Stan)